# Kenneth M. Cameron
Kenneth M. Cameron (Verenigde Staten, 1967) is een Amerikaanse botanicus. Hij is gespecialiseerd in de systematiek en fylogenie van de orchideeën. Daarbuiten heeft hij bijgedragen aan de kennis van anatomie, ecologie, fysiologie en evolutiebiologie van deze plantengroep.

## Levensloop en werk
Cameron behaalde in 1996 zijn Ph.D aan de University of North Carolina met het proefschrift Phylogenetic relationships of the vanilloid orchids: an integration of molecular, anatomical, and morphological data.
Tussen 1995 en 1998 werkte hij als assistent aan het Jodrell Laboratory van de Kew Gardens en als assistant professor in de biologie aan het Guilford College in North Carolina.
Hij won onder andere de George R. Cooley Award van de American Society of Plant Taxonomists en de Katherine Esau Award van de Botanical Society of America, beide in 1996.
Sinds 1998 was hij docent, directeur en conservator bij het Lewis B. and Dorothy Cullman Program for Molecular Systematics Studies aan de New York Botanical Garden. Anno 2010 is hij werkzaam bij de University of Wisconsin-Madison. Hij vertegenwoordigt de University of Wisconsin, Madison - Herbaria bij het American Institute of Biological Sciences.
Zijn onderzoeksgebieden betreffen de systematiek en fylogenie van de orchideeënfamilie, met het oog op hun behoud en bescherming. Samen met een internationale groep wetenschappers, waaronder Mark Chase en Alec Pridgeon, probeert hij aan de hand van DNA-sequentieanalyse van het rbcL-gen, de fylogenetische geschiedenis van de orchideeën te achterhalen, om zo een stabiele, op evolutie gebaseerde classificatie voor deze grote plantenfamilie vast te leggen. Dat werk leidde tot een hypothese waarin de orchideeën in vijf monofyletische clades worden onderverdeeld, overeenkomstig de vijf bekende onderfamilies.
Hij is gespecialiseerd in de onderfamilie Vanilloideae (die onder meer de vanille-orchidee omvat). Het is in deze onderfamilie dat de eerste mycoheterotrofe soorten ontstonden, die voor de aanmaak van hun koolhydraten een beroep doen op schimmels.
Buiten de orchideeën werkt hij ook aan de plantenfamilies Smilacaceae, Malpighiaceae en Petrosaviaceae.

## Selectie van publicaties
- K. Cameron & W. Dickison,1998: Foliar architecture of vanilloid orchids: insights into the evolution of reticulate leaf venation in monocotyledons. Botanical Journal of the Linnean Society 128: 45-70.
- K. Cameron & M. Chase, 1998: Seed morphology of the vanilloid orchids. Lindleyana 13: 148-169.
- (en)  K.M. Cameron, M.W. Chase, W.M. Whitten, P.J. Kores, D.C. Jarrell, V.A. Albert, T. Yukawa, H.G. Hills & D.H. Goldman, 1999: A phylogenetic analysis of the Orchidaceae: evidence from rbcL nucleotide sequences. American Journal of Botany 86:208-224
- K.M. Cameron & M. Chase, 1999: Phylogenetic relationships of Pogoniinae (Vanilloideae, Orchidaceae): an herbaceous example of the eastern North America-eastern Asia phytogeographic disjunction. Journal of Plant Research 112: 317-329.
- K.M. Cameron & M. Chase, 2000: Nuclear 18S rDNA sequences of Orchidaceae confirm the subfamilial status and circumscription of Vanilloideae. In K. L. Wilson and D. A. Morrison (eds.), Monocots - Systematics and Evolution - Vol. 1 of Proceedings of the Second International Conference on the Comparative Biology of the Monocots, Sydney, CSIRO, Melbourne.
- (en)  P.J. Kores, M. Molvray, P.H. Weston, S.D. Hopper, A.P. Brown, K.M. Cameron & M.W. Chase, 2001: A phylogenetic analysis of Diurideae (Orchidaceae) based on plastid DNA sequence data
- Chase M. W., Freudenstein J. V., Cameron K. M. & Barrett R. L., 2003: DNA data and Orchidaceae systematics: a new phylogenetic classification. In K. W. Dixon, S. P. Kell, R. L. Barrett, and P. J. Cribb [eds.] Orchid conservation 69-89 Natural History Publications, Kota Kinabalu, Malaysia.
- (en)  C. van den Berg, D.H. Goldman, J.V. Freudenstein, A.M. Pridgeon, K.M. Cameron & M.W. Chase, 2005: An overview of the phylogenetic relationships within Epidendroideae inferred from multiple DNA regions and recircumscription of Epidendreae and Arethuseae (Orchidaceae)(abstract)